# Vincenzo Peruggia
Vincenzo Peruggia (Trezzino, Dumenza; 8 de octubre de 1881-Saint-Maur-des-Fossés, 8 de octubre de 1925) fue un trabajador de museo y artista italiano conocido por robar la Monna Lisa el 21 de agosto de 1911.

## El hurto

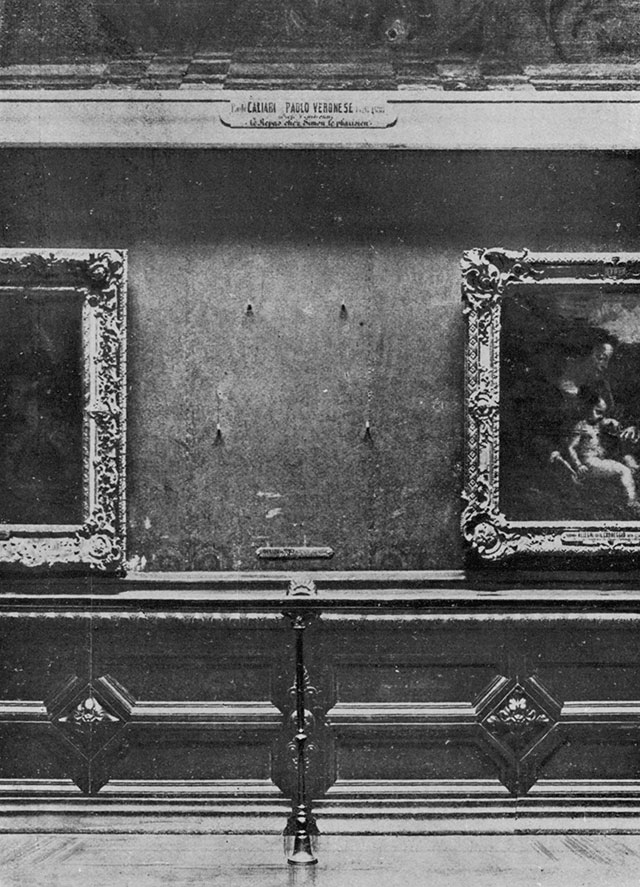
Hueco que quedó tras el robo perpetrado en 1911 por Vincenzo Peruggia en la pared del Museo del Louvre que albergaba el cuadro.

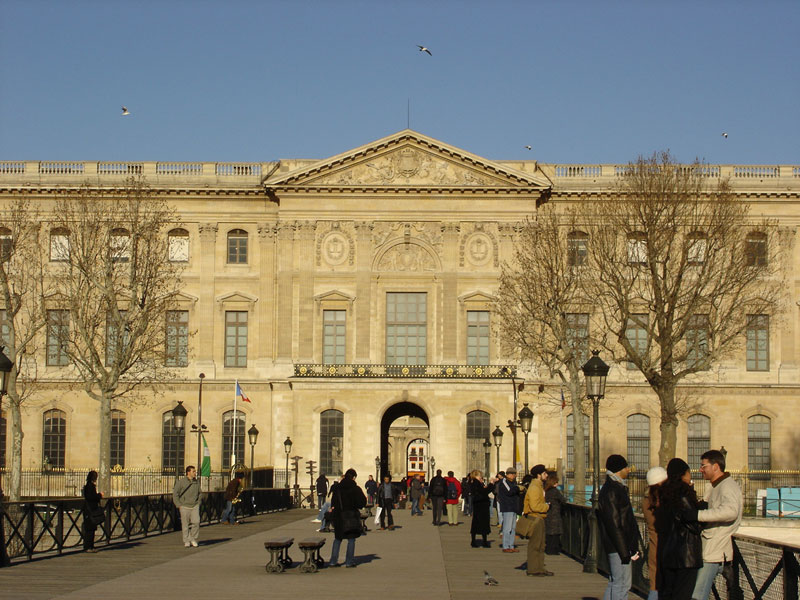
El Museo del Louvre, de donde fue hurtado el cuadro y donde hasta la fecha se exhibe.

El 21 de agosto de 1911, Vincenzo Peruggia, exempleado del museo, llegó al Museo del Louvre a las 7 de la mañana, vestido con un blusón de trabajo blanco como los utilizados por el personal de mantenimiento del museo, descolgó el cuadro y a continuación, en la escalera Visconti, separó la tabla de su marco, abandonando este último. A continuación salió del museo con el cuadro escondido bajo la ropa, que colocó posteriormente en una valija.
 Cuando poco después el pintor Louis Béroud entró en la sala para ver el cuadro, notó su ausencia y avisó de inmediato a la policía. El museo permaneció cerrado durante una semana para proceder a la investigación.
Unos años antes, el museo había sufrido el robo de otras varias piezas, lo cual hizo suponer a la policía que ambos acontecimientos estaban relacionados. Guillaume Apollinaire y Pablo Picasso se convirtieron en sospechosos, puesto que se les había relacionado con la desaparición de unas piezas de escultura del museo, además de por unas declaraciones en las que Apollinaire apoyaba la propuesta formulada por el futurista Marinetti de quemar los museos para dejar paso al nuevo arte. Más tarde se demostró que ambos eran inocentes. Al mismo tiempo que se realizaban las investigaciones sobre el robo, se capturó al aventurero belga Honoré-Joseph Géry Pieret, quien confesó ser el autor de otro robo acaecido en 1906, pero no del de La Gioconda.[cita requerida]
Durante la ausencia de la obra, se batió el récord de visitantes al museo; acudían a apreciar el hueco dejado en la pared por el cuadro que había sido hurtado.
La pintura fue recuperada dos años y ciento once días después del robo, tras la captura de Peruggia. El detenido intentó vender el cuadro original al director de la Galleria degli Uffizi, Alfredo Geri, quien se hizo acompañar de la policía. Peruggia alegó que su intención era devolver la obra a su verdadera patria, y que él sólo era víctima de un estafador. Los tribunales de justicia lo condenaron a un año y quince días de prisión, que luego redujeron a siete meses y nueve días. Antes de regresar al museo, la pintura se exhibió en Florencia, Roma y Milán.
En 1932, el periodista Karl Decker publicó una información según la cual el autor intelectual del robo habría sido un comerciante argentino llamado Eduardo Valfierno, que habría fallecido en 1931, con el fin de vender seis copias falsas, e incluso proporcionó los nombres de los presuntos coleccionistas estafados, pero la verosimilitud de este relato no pudo ser probada.

## Motivos
No existieron motivos definitivos, sin embargo, actualmente circulan dos teorías.[cita requerida]
El robo pudo haber sido planeado por Eduardo Valfierno, un cómplice al que habría comisionado el falsificador francés de arte Yves Chaudron para hacer copias de la pintura y venderlas como originales.[cita requerida] Porque jamás necesitó el original para su estafa, solo la noticia del robo. Nunca volvió a contactar a Peruggia después del crimen.[cita requerida]
Los herederos de Vincenzo alegan que el robo se realizó por razones patrióticas: Vincenzo quería traer la pintura de regreso a Italia después de haber sido robada por Napoleón.[cita requerida] Aunque quizás haya sido sincero en sus motivos, Vincenzo aparentemente no sabía que Leonardo da Vinci llevó esta pintura como un regalo para el rey Francisco I cuando este le llamó a Francia para que fuera pintor de su corte.[cita requerida]
Llevado a juicio, el tribunal aceptó que Peruggia cometió el delito por razones patrióticas y lo envió a la cárcel por un año y quince días, por lo que fue conocido como el "Robo del Siglo" por la prensa de la época.[cita requerida]

## Muerte
Peruggia murió en la ciudad francesa de Saint-Maur-des-Fossés el 8 de octubre de 1925, en su 44.º cumpleaños. Su muerte no fue ampliamente informada por los medios; los obituarios aparecieron por error solo cuando otra persona con su mismo nombre murió en Haute-Savoie en 1947.